# Dama y obrero
Dama y obrero est une telenovela chilienne diffusé en 2012-2013 par TVN.

## Acteurs et personnages

### Acteurs principaux
- María Gracia Omegna : Ignacia Villavicencio
- Francisco Pérez-Bannen : Julio Ulloa
- César Sepúlveda : Tomás Ahumada (Main Villain)
- Elisa Zulueta : Mireya Ledesma
- Magdalena Max-Neef : Engracia Hurtado (Villain)
- Santiago Tupper : José Manuel Ortúzar (Villain)
- Delfina Guzmán : Alfonsina Cardemil
- Edgardo Bruna : Mariano Villavicencio
- Carmen Disa Gutiérrez : Margarita Ulloa
- Gabriel Prieto : Olegario Ladesma
- Josefina Velasco : Gina Ulloa
- Emilio Edwards : Christopher Lara
- Daniela Palavecino : Trinidad Santada
- Nicolás Oyarzún : Rubén Villavicencio
- Silvana Salgueiro : Irene Ulloa

### Participations spéciales
- Francisca Hurtado : Olga "Olguita"
- Erto Pantoja : Ramón Molina
- Claudia Hidalgo : Cecilia Flores
- Camila Leyva : Teresa, infirmière
- Patricio Andrade : Docteur de Mireya
- Américo : Lui-même

## Diffusion internationale
| Pays                   | Chaîne   | Titre         | Série première |
| ---------------------- | -------- | ------------- | -------------- |
| Chili                  | TVN      | Dama y obrero | 11 juin 2012   |
| États-Unis             | TV Chile | Dama y obrero |                |
| Canada                 | TV Chile | Dama y obrero |                |
| Argentine              | TV Chile | Dama y obrero |                |
| Bolivie                | TV Chile | Dama y obrero |                |
| Colombie               | TV Chile | Dama y obrero |                |
| Costa Rica             | TV Chile | Dama y obrero |                |
| République dominicaine | TV Chile | Dama y obrero |                |
| Équateur               | TV Chile | Dama y obrero |                |
| Salvador               | TV Chile | Dama y obrero |                |
| Guatemala              | TV Chile | Dama y obrero |                |
| Honduras               | TV Chile | Dama y obrero |                |
| Mexique                | TV Chile | Dama y obrero |                |
| Panama                 | TV Chile | Dama y obrero |                |
| Paraguay               | TV Chile | Dama y obrero |                |
| Pérou                  | TV Chile | Dama y obrero |                |
| Porto Rico             | TV Chile | Dama y obrero |                |
| Uruguay                | TV Chile | Dama y obrero |                |
| Venezuela              | TV Chile | Dama y obrero |                |
| Allemagne              | TV Chile | Dama y obrero |                |
| Danemark               | TV Chile | Dama y obrero |                |
| Espagne                | TV Chile | Dama y obrero |                |
| Finlande               | TV Chile | Dama y obrero |                |
| Norvège                | TV Chile | Dama y obrero |                |
| Suède                  | TV Chile | Dama y obrero |                |
| Portugal               | TV Chile | Dama y obrero |                |
| France                 | TV Chile | Dama y obrero |                |
| Italie                 | TV Chile | Dama y obrero |                |
| Australie              | TV Chile | Dama y obrero |                |
| Nouvelle-Zélande       | TV Chile | Dama y obrero |                |

## Versions
- Dama y obrero (Telemundo, 2013-2014) avec Ana Layevska, José Luis Reséndez et Fabián Ríos.

### Sources
- (es) Cet article est partiellement ou en totalité issu de l’article de Wikipédia en espagnol intitulé « Dama y obrero » (voir la liste des auteurs).